# Torre Chindia

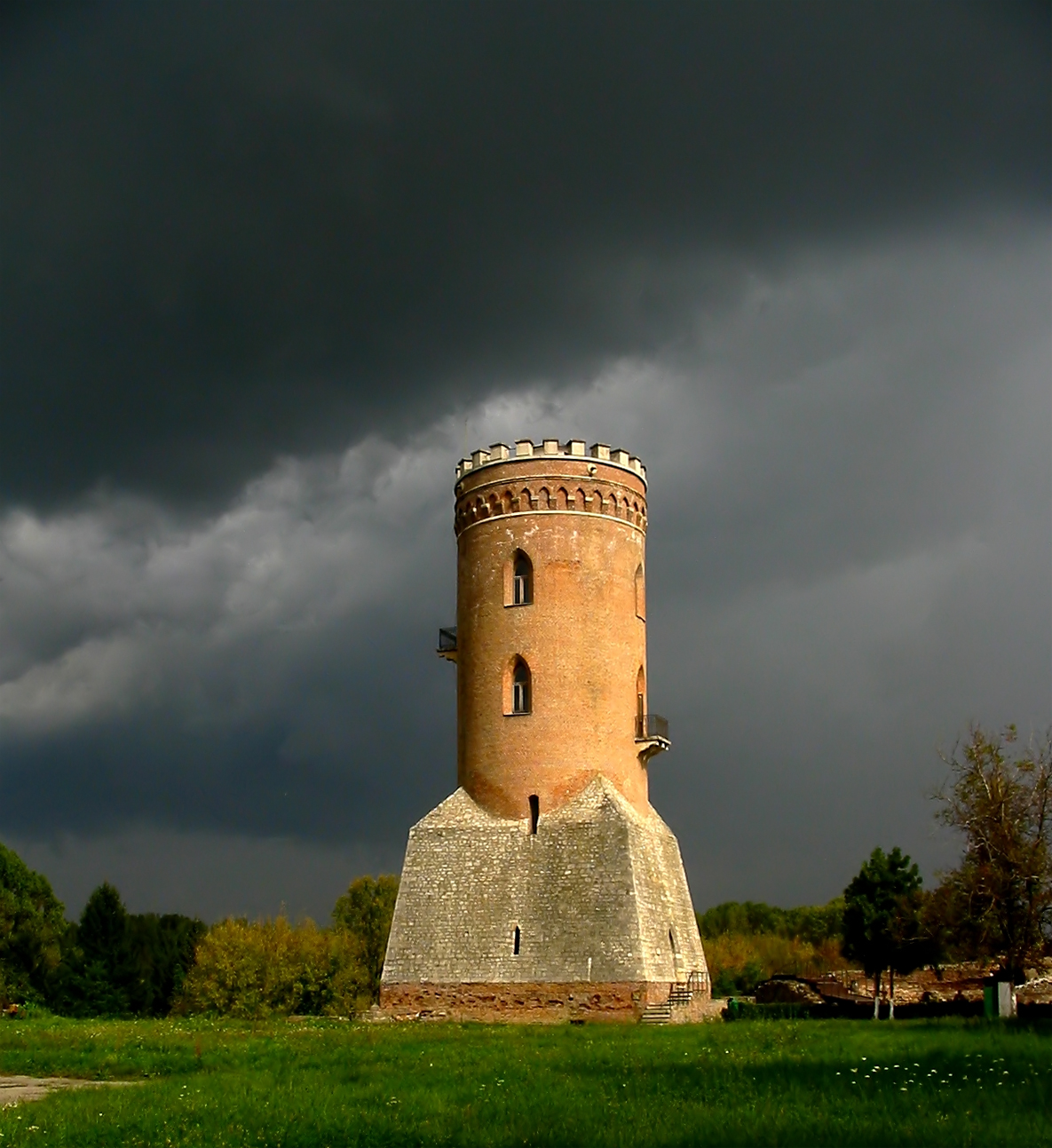
La Torre Chindia

La Torre Chindia (in romeno Turnul Chindiei) è una torre situata a Târgoviște, in Romania, parte del complesso monumentale Curtea Domnească ("corte del re"), risalente al XV secolo. 
I lavori di costruzione della torre iniziarono ai tempi di Vlad III di Valacchia detto Vlad "l'Impalatore" e giunsero a conclusione nel XIX secolo. Inizialmente aveva scopo militare, ma nel corso dei secoli è stata utilizzata come punto di vedetta, luogo per avvistare incendi e sede per custodire i tesori dello stato. Dal 1847 al 1851 la torre fu completamente restaurata da Gheorghe Bibescu, che la innalzò di 5 metri, fino a portarla ai 27 attuali, per un diametro di 9 metri.
Si tratta della maggiore attrazione turistica della città di Târgovişte, di cui è considerata il simbolo. Il gonfalone cittadino riporta la torre sia in cima che nella parte inferiore. Oggi ospita  documenti, armi e oggetti appartenuti a Vlad l'Impalatore ed è gestita dal Museo Nazionale Curtea Domnească.

## Origine del nome
Vi sono due tesi contrastanti sull'etimologia di "Torre Chindia". Secondo la prima, l'area circostante la torre era sede di numerose feste e festival, noti in rumeno come chindia. Secondo la seconda tesi, il nome deriverebbe da chindia, arcaismo che significa "tramonto", periodo del giorno in cui la vedetta era obbligata a dare il segnale del coprifuoco, prima di chiudere le cinque porte di ingresso alla città.